# Прага 2
Прага 2 (Městská čast Praha 2) — другий за рахунком муніципалітет Праги. Включає в себе Вишеград, частково Виногради, Нове-Місце та Нусле. Межі району не мінялись з того часу, коли його було створено 1960 року.
Прага-2 є найменшим за площею адміністративним районом у всій Чехії.